# The Water Dog
The Water Dog er en amerikansk stumfilm fra 1914 af Fatty Arbuckle.

## Medvirkende
- Roscoe Arbuckle som Fatty.
- Doris Baker.
- Minta Durfee.
- William Hauber.